# 謝利索克
51°47′56″N 25°33′20″E / 51.79889°N 25.55556°E
謝利索克（烏克蘭語：Селісок），是烏克蘭的村落，位於該國西部沃倫州，由卡明-卡希尔斯基区負責管轄，面積10.02平方公里，海拔高度143米，2001年人口295，人口密度每平方公里29.44人。